# بیمارستان حضرت فاطمه الزهرا (کوار)
بیمارستان حضرت فاطمه الزهرا بیمارستانی است درمانی واقع در شهر کوار، استان فارس وابسته به دانشگاه علوم پزشکی شیراز با ظرفیت ۶۴ تخت فعال که در سال ۱۳۹۶ شمسی تأسیس گردید.
بخش‌های بستری موجود در این بیمارستان عبارتند از: اطفال، اورژانس بستری، داخلی ,CCU، زنان، جراحی مردان و پست پارتوم